# Mounted games
Mounted games er en elitesport udøvet på ponyer og små heste. Mounted games er engelsk og den bedste danske oversættelse er "lege til hest" (Mounted = at være i sadlen, games = lege/spil). 
Under en konkurrence dyster man i forskellige lege/de såkaldte games. Efter flaget er gået ned, gælder det om at ride ud, udføre en leg og derefter komme først over målstregen. Legen kunne f.eks. være slalom. Mounted games drejer sig om fleksibilitet, fart og kontrol. Hesten/ponyen må have et stangmål op til 15 håndsbredder (svarende til 152,5 cm) for at kunne deltage og må først konkurrere i disciplinen, når de fylder 5 år. Der er ingen aldersbegrænsning for rytteren, dog er mange konkurrencer delt op i aldersgrupper, hvor de yngre rytteres lege typisk vil være en del lettere.
Mounted games er specielt indenfor ridesport, fordi det både kan blive afholdt som en individuel, par- og holdkonkurrence.
I mounted games rider man faste lege og efter faste regler, som er kendt af alle rytterne på forhånd. Dog er der nogle lege, der er udelukket i visse typer konkurrencer, ligesom der findes forskellige udgaver af en leg, alt efter om man rider individuelle stævner, dyster som par, eller om det er en holdkonkurrence.
- Individuel - Her er alle mod alle.
- Par - Her er man to og to mod de andre. Man skiftes til at ride ud og udføre en leg.
- Hold - Består af 4 eller 5 ryttere og hver deres pony. Dog kan er det kun muligt at konkurrere 4 ryttere pr. leg, så den 5. rytter fungerer som reserve. Ligesom til et par-stævne rider skiftes man på holdet til at ride ud, udføre en opgave og så bliver det den næstes tur. Der er derfor lagt fokus på afleveringer af genstande/stafetter samt lege man kan bygge videre på.

## Eksterne links
- Website for the International Mounted Games Association (IMGA) (engelsk)
- Mounted Games Association Danmarks officielle hjemmeside